# Monts (Indre i Loira)
Monts és un municipi francès, situat al departament de l'Indre i Loira i a la regió de Centre – Vall del Loira. L'any 2007 tenia 6.973 habitants.

## Demografia

### Població
El 2007 la població de fet de Monts era de 6.973 persones. Hi havia 2.644 famílies, de les quals 513 eren unipersonals (222 homes vivint sols i 291 dones vivint soles), 954 parelles sense fills, 1.031 parelles amb fills i 146 famílies monoparentals amb fills.
La població ha evolucionat segons el següent gràfic:
Habitants censats

### Habitatges
El 2007 hi havia 2.789 habitatges, 2.679 eren l'habitatge principal de la família, 22 eren segones residències i 88 estaven desocupats. 2.443 eren cases i 337 eren apartaments. Dels 2.679 habitatges principals, 2.136 estaven ocupats pels seus propietaris, 519 estaven llogats i ocupats pels llogaters i 24 estaven cedits a títol gratuït; 23 tenien una cambra, 78 en tenien dues, 297 en tenien tres, 801 en tenien quatre i 1.480 en tenien cinc o més. 2.130 habitatges disposaven pel capbaix d'una plaça de pàrquing. A 1.030 habitatges hi havia un automòbil i a 1.497 n'hi havia dos o més.

### Piràmide de població
La piràmide de població per edats i sexe el 2009 era:
| Homes | Edats   | Dones |
| ----- | ------- | ----- |
| 0     | 95 o +  | 24    |
| 12    | 90 a 94 | 20    |
| 12    | 85 a 89 | 68    |
| 12    | 80 a 84 | 32    |
| 80    | 75 a 79 | 68    |
| 112   | 70 a 74 | 108   |
| 128   | 65 a 69 | 124   |
| 176   | 60 a 64 | 152   |
| 204   | 55 a 59 | 196   |
| 300   | 50 a 54 | 348   |
| 256   | 45 a 49 | 260   |
| 280   | 40 a 44 | 260   |
| 260   | 35 a 39 | 284   |
| 144   | 30 a 34 | 216   |
| 168   | 25 a 29 | 124   |
| 152   | 20 a 24 | 196   |
| 296   | 15 a 19 | 224   |
| 252   | 10 a 14 | 220   |
| 276   | 5 a 9   | 216   |
| 136   | 0 a 4   | 112   |

## Economia
El 2007 la població en edat de treballar era de 4.526 persones, 3.335 eren actives i 1.191 eren inactives. De les 3.335 persones actives 3.104 estaven ocupades (1.577 homes i 1.527 dones) i 230 estaven aturades (119 homes i 111 dones). De les 1.191 persones inactives 520 estaven jubilades, 435 estaven estudiant i 236 estaven classificades com a «altres inactius».

### Ingressos
El 2009 a Monts hi havia 2.638 unitats fiscals que integraven 7.005 persones, la mediana anual d'ingressos fiscals per persona era de 20.060 €.

### Activitats econòmiques
Dels 200 establiments que hi havia el 2007, 3 eren d'empreses alimentàries, 1 d'una empresa de fabricació de material elèctric, 12 d'empreses de fabricació d'altres productes industrials, 43 d'empreses de construcció, 31 d'empreses de comerç i reparació d'automòbils, 10 d'empreses de transport, 8 d'empreses d'hostatgeria i restauració, 5 d'empreses d'informació i comunicació, 3 d'empreses financeres, 6 d'empreses immobiliàries, 26 d'empreses de serveis, 34 d'entitats de l'administració pública i 18 d'empreses classificades com a «altres activitats de serveis».
Dels 69 establiments de servei als particulars que hi havia el 2009, 1 era una oficina de correu, 2 oficines bancàries, 8 tallers de reparació d'automòbils i de material agrícola, 1 taller d'inspecció tècnica de vehicles, 2 autoescoles, 6 paletes, 6 guixaires pintors, 7 fusteries, 5 lampisteries, 9 electricistes, 6 perruqueries, 3 veterinaris, 1 agència de treball temporal, 6 restaurants, 3 agències immobiliàries, 1 tintoreria i 2 salons de bellesa.
Dels 10 establiments comercials que hi havia el 2009, 2 eren supermercats, 3 fleques, 1 una fleca, 1 una peixateria, 1 una llibreria i 2 floristeries.
L'any 2000 a Monts hi havia 12 explotacions agrícoles que ocupaven un total de 870 hectàrees.

## Equipaments sanitaris i escolars
El 2009 hi havia 2 farmàcies i 1 ambulància.
El 2009 hi havia 2 escoles maternals i 2 escoles elementals. Monts disposava d'un col·legi d'educació secundària amb 542 alumnes.

## Poblacions més properes
El següent diagrama mostra les poblacions més properes.